# Maxime Deloyer
Maxime Deloyer (20 augustus 2003) is een Belgisch padeller.

## Levensloop
Op het wereldkampioenschap van 2022 te Dubai bereikte hij met het Belgisch team de kwartfinale.